# Erzbistum Santiago del Estero
Das in Argentinien gelegene Erzbistum Santiago del Estero (lateinisch Dioecesis Sancti Iacobi de Estero) wurde am 25. März 1907 von der Apostolischen Präfektur Tumaco abgetrennt und als eigenständiges Bistum Santiago del Estero errichtet. Sein Gebiet umfasste damals die gesamte Provinz Santiago del Estero. Sitz des Erzbistums und Standort der Kathedrale ist die Stadt Santiago del Estero.
Das zur Kirchenprovinz Tucumán gehörende und 81.969 km² große Bistum zählte 1950 655.000 Katholiken.
Am 1. März 1961 trat es einige seiner Gebiete zur Errichtung des Bistums Anatuya ab. Es besteht seitdem nur noch aus den Departamentos Aguirre, Atamisqui, Avellaneda, Banda, Capital, Choya, Guasayán, Jiménez, Loreto, Mitre, Ojo de Agua, Pellegrini, Quebrachos, Río Hondo, Rivadavia, Robles, Salavina, San Martín, Sarmiento und Silípica sowie dem Teil des Departamento Figueroa westlich des Río Salado.
Santiago del Estero ist seit seiner Erhebung zum Erzbistum 2024 Primatialsitz von Argentinien, weil es als die „‚Mutter der Städte‘ und […] als Zentrum der Verbreitung des Evangeliums auch ‚Mutter der Diözesen‘ in der Republik Argentinien“ gilt; der Bischof von Santiago del Estero trägt damit die Ehrenbezeichnung „Primas von Argentinien“.

## Bischöfe von Santiago del Estero
- 1910–1926 Juan Martín Yáñez y Paz
- 1927–1939 Audino Rodríguez y Olmos, anschließend Erzbischof von San Juan de Cuyo
- 1940–1961 José Weimann CSsR
- 1961–1980 Manuel Tato
- 1981–1994 Manuel Guirao
- 1994–1998 Gerardo Eusebio Sueldo
- 1999–2005 Juan Carlos Maccarone
- 2006–2013 Francisco Polti Santillán
- 2013–2024 Vicente Bokalic Iglic CM

## Erzbischöfe von Santiago del Estero
- 2024–0000Vicente Kardinal Bokalic Iglic CM